# 沢井村
沢井村（さわいむら）は、神奈川県津久井郡に存在した村。現在の相模原市緑区北部に位置した。

## 地理
- 山：陣馬山
- 川：沢井川

## 歴史
- 1889年（明治22年）4月1日 - 町村制の施行により沢井村が単独村制。小淵村、吉野駅との町村組合が発足し、組合役場を吉野駅に設置。
- 1954年（昭和29年）7月15日 - 吉野町・小淵村と合併し、改めて吉野町が発足。同日沢井村廃止。
- 1955年（昭和30年）7月20日 - 吉野町が佐野川村・名倉村・日連村・牧野村と合併して藤野町が発足。
- 2007年（平成19年）3月11日 - 藤野町が相模原市に編入。
- 2010年（平成22年）4月1日 - 相模原市が政令指定都市に移行し、旧村域が緑区となる。